# Kossuthův most (Ostřihom)
Kossuthův most v Ostřihomi (maďarsky Kossuth híd) spojuje střed města, resp. jeho část Viziváros s ostrovem Prímas sziget. Jedná se o most pro pěší přes rameno Dunaje, překonává jej nedaleko ústí ramena (Malého Dunaje) při jeho ústí. Je pojmenován podle Lajose Kossutha.

## Historie
Již v 16. až 19. století vznikaly různé dočasné mosty ze dřeva na daném místě, což dokládají různé rytiny a dobové veduty. V roce 1897 byl na místě dnešního mostu zbudován most Kolos, který zanikl v druhé světové válce. Současný most byl zbudován po ní; vyprojektoval jej István Menyhárd. Konstrukci mostu tvoří jeden ocelový oblouk. Dán byl do provozu dne 5. prosince téhož roku. Kvůli posílení předmostí sem byly umístěny bloky z ocelí vystuženého betonu. Nový most byl širší, nicméně má omezenou kapacitu a tak je využíván je pro pěší a cyklisty. Na severním konci mostu je umístěna sochy královny Alžběty.